# Astrid Panosyan-Bouvet

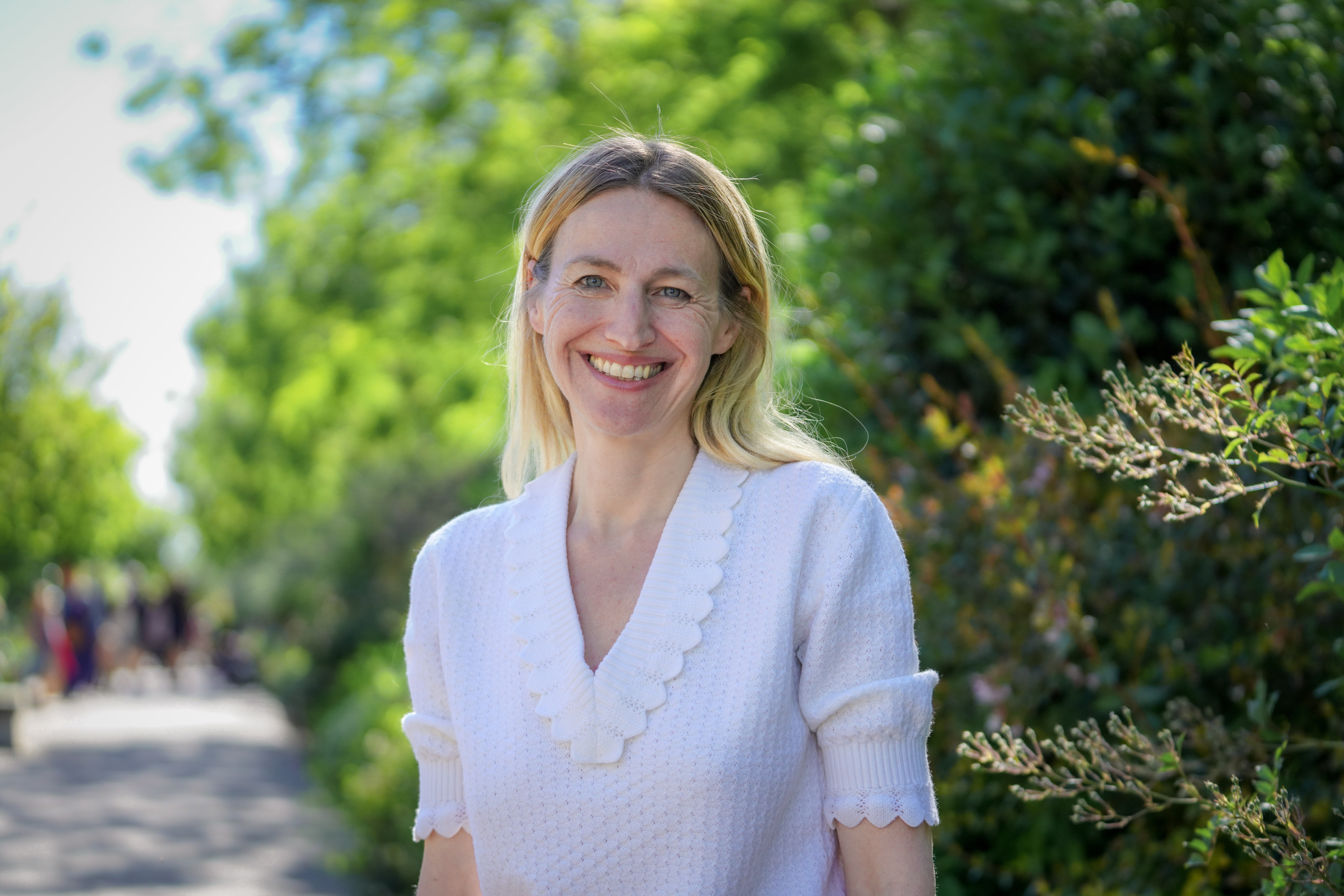
Astrid Panosyan-Bouvet (2022)

Astrid Panosyan-Bouvet (Geburtsname: Astrid Panosyan; * 13. August 1971 in Paris) ist eine französische Wirtschaftsmanagerin und Politikerin der Parti socialiste (PS) und derzeit der Partei Renaissance (RE), die seit 2022 Mitglied der Nationalversammlung ist und 2024 im Kabinett Barnier das Amt als Ministerin für Arbeit und Beschäftigung übernahm.

## Leben
Astrid Panosyan, Tochter eines armenischen Vaters und einer norwegischen Mutter, absolvierte nach dem Schulbesuch Studien an der École des hautes études commerciales de Paris (HEC Paris), am Institut d’études politiques de Paris (IEP deParis) und an der Harvard Kennedy School (HKS). Im Anschluss arbeitete sie bei der Unternehmensberatung A. T. Kearney sowie als Wirtschaftsmanagerin bei verschiedenen Unternehmen wie dem Versicherer Axa, dem Versicherungsverein auf Gegenseitigkeit (Société d’assurance mutuelle) Groupama sowie des Immobilien- und Investmentunternehmens Unibail-Rodamco-Westfield, deren Generaldirektorin sie zwischen 2015 und 2021 war. Sie gehörte von 2001 bis 2007 der Sozialistischen Partei PS (Parti socialiste) an und war für diese vom 18. März 2001 bis zum 16. März 2008 Mitglied des Rates des 9. Arrondissement von Paris, dem sogenannten Arrondissement de l’Opéra. 2016 trat sie der von Emmanuel Macron gegründeten Bewegung Die Republik in Bewegung (La République En Marche!) LREM bei, der heutigen Partei Wiedergeburt RE (Renaissance).
Bei der Parlamentswahl am 19. Juni 2022 wurde Astrid Panosyan-Bouvet für La République En Marche! im vierten Wahlkreis von Paris als Nachfolgerin von Brigitte Kuster erstmals zum Mitglied der Nationalversammlung (Assemblée nationale) gewählt und gehört dieser nach ihrer Wiederwahl bei der Parlamentswahl am 7. Juli 2024 seither an. Sie wurde am 21. September 2024 von Premierminister Michel Barnier in dessen Kabinett berufen und übernahm dort das Amt als Ministerin für Arbeit und Beschäftigung (Ministre du Travail et de l’Emploi).
Astrid Panosyan-Bouvet war bis zum 18. Dezember 2021 mit Laurent Bouvet verheiratet, der als Professor für Politikwissenschaften an der Universität Versailles lehrt und im März 2016 zu den Mitgründern der politischen Bewegung Republikanischer Frühling (Printemps républicain) gehörte.